# 270 km (obwód riazański)
270 km (ros. 270 км) – przystanek kolejowy w pobliżu miejscowości Zarytki, w rejonie spasskim, w obwodzie riazańskim, w Rosji. Położony jest na linii Moskwa – Riazań – Samara.